# Adon (Loiret)
Adon település Franciaországban, Loiret megyében. Lakosainak száma 192 fő (2022. január 1.). Adon Sainte-Geneviève-des-Bois, Boismorand, La Bussière, Dammarie-sur-Loing, Escrignelles és Feins-en-Gâtinais községekkel határos.

## Népesség
A település népességének változása:
| Lakosok száma | 285  | 211  | 189  | 167  | 210  | 226  | 220  | 202  | 197  | 192  |
|               | 1968 | 1982 | 1990 | 2006 | 2013 | 2015 | 2017 | 2019 | 2020 | 2022 |